# Uxi
O uxi (Endopleura uchi (Huber) Cuatrec.), conhecida também como uxipuçu, é uma árvore alta, nativa da Amazônia, sobretudo do estado do Pará. Tem tronco reto e liso, casca cinzenta, madeira de boa qualidade, folhas denteadas e drupas comestíveis, com sementes oleaginosas. É uma espécie botânica pertencente à família Humiriaceae.
Outros nomes comuns para a planta incluem axuá, cumatê, paruru, pururu, uchí, uxi-pucu, uxi-liso, uxi-verdadeiro e uxi-amarelo.

## Usos
A polpa é usada industrialmente na produção de sorvetes.
Embora o teor de proteína do fruto seja baixo, com apenas 3,53%, ele pode ser considerado um alimento altamente energético devido ao seu teor de lipídeos de 31,12%. Com base nessas características, o uxi possui um potencial promissor tanto para a alimentação humana quanto para a geração de energia.
Seu chá é usado na medicina tradicional para tratar infecção urinária e infecções uterinas, sendo usado também para tratar fibroides e ovário policístico. Porém é importante ressaltar que estudos ainda estão sendo realizados para comprovar a eficiência e é preciso cuidado no uso medicinal principalmente em mulheres grávidas. 
Pesquisas indicam que a E. uchi apresenta propriedades antifúngicas eficazes contra o fungo Candida albicans.
A madeira da árvore pode ser usada para construção leve e pesada, embarcações, torneados e chapas.

## Sinônimos Relevantes
Tem por sinônimo o basiônimo:
Sacoglottis uchi Huber